# Sophia Paramount
Sophia Paramount est un personnage de fiction de l'univers de Bob Morane dont elle est une amie et une alliée dans la lutte contre L'Ombre jaune. Journaliste au Chronicle de Londres, elle apparaît pour la première fois dans le roman Service-Secret-Soucoupe.
Dans L'Archipel de la terreur, sa passion pour Bob Morane est on ne peut plus explicite. Le roman se termine en effet sur l'expression du désir de Sophia : « Ce que j'aimerais, c'est passer un mignon bikini ou un micro-short, et aller m'attabler en votre compagnie au bord de la mer, tout en écoutant de la musique douce ».
Elle a inspiré au groupe Indochine la chanson Miss Paramount (1984).